# Sabrina Staubitz
Sabrina Staubitz (* 18. Juni 1968 in Frankfurt am Main) ist eine deutsche Journalistin und Fernsehmoderatorin.

## Leben und Werdegang
Nach ihrem Abitur in München studierte Staubitz von 1987 bis 1992 Kommunikationswissenschaft, Politologie, sowie Markt- und Werbepsychologie an der LMU. Während ihrer Studienzeit arbeitete sie als Fotomodell. Nach einem Volontariat und einer Festanstellung bei C.A.M.P. TV arbeitete sie beim Lokalsender TV München und bei RTL 2 und moderierte 1995 das Bayern Journal. Zwischen 1996 und 1998 moderierte sie auf RTL 2 die Show hotzpotz, ein Werbespotmagazin, und nach dessen Umtaufe Die dicksten Dinger von 1998 bis 2001.
1999 bekam Staubitz auf RTL ihre eigene Talkshow Sabrina, die jedoch bereits im Jahr darauf wieder abgesetzt wurde. Ab Januar 2001 moderierte sie die Talkshow Unter 4 Augen im Bayerischen Fernsehen. Zudem moderierte sie die Sendung Boulevard Bayern.
Neben Gerd Rubenbauer und Mirco Nontschew bzw. Alexander Mazza moderierte Staubitz in den Jahren 2003 und 2004 Deutschland Champions. Ab dem 17. November 2004 moderierte sie das Kinomagazin StudioZone auf Tele 5. Vom 30. September 2005 bis zum 25. März 2007 moderierte sie CUT! – Das Kinomagazin auf Das Vierte.
Derzeit (Stand: Februar 2022) moderiert sie die Sendung alpha Forum auf ARD-alpha.
Staubitz bietet weiterhin Medientrainings für Unternehmen an, moderiert Pressekonferenzen, Podiumsdiskussionen und Galas.
Von 1997 bis 2005 war Staubitz mit dem Medienmanager Wolfram Winter verheiratet. Von 2005 bis 2015 lebte sie in einer Beziehung mit Giovanni di Lorenzo. Am 20. Februar 2008 kam ihre gemeinsame Tochter zur Welt. Staubitz hat mehrere Patenkinder, u. a. im Libanon und in Afrika.